# Heinrich-Dammann-Stiftung
Die Heinrich-Dammann-Stiftung in Söhlde zur Förderung der evangelischen Jugendarbeit auf dem Gebiet der Landeskirche Hannovers und der allgemeinen Jugendarbeit darüber hinaus wurde 1991 von Heinrich und Ortrud Dammann gegründet. Heinrich Dammann starb 2013 in Hildesheim im Alter von 88 Jahren, seine Frau Ortrud mit 90 Jahren im Jahr darauf. Am Ende ihres Lebens entschieden sie sich, auch ihren Nachlass in die Stiftung zu übertragen. Die Stiftung gehört damit zu den größten kirchlichen Stiftungen in Deutschland, die Jugendarbeit fördern.
Schwerpunkte der Förderung legt die Stiftung auf die Partizipation Jugendlicher, die Vernetzung der Träger von Jugendarbeit und die Entwicklung zukunftsweisender Jugendarbeit auf dem Land.

## Vorstand
Die Vorstandsmitglieder werden vom Kuratorium berufen und sind ehrenamtlich tätig. Dem Vorstand obliegt die Durchführung der Arbeit der Stiftung entsprechend der Satzung und den von ihm zu erlassenden Richtlinien für die Vergabe der Stiftungserträge. Der Vorstand besteht aus sieben Mitgliedern.

## Kuratorium
Das Kuratorium überwacht die Tätigkeit des Vorstands, es berät den Vorstand in allen ihm obliegenden Angelegenheiten. Die Kuratoriumsmitglieder sind ehrenamtlich tätig.
Das Kuratorium besteht aus 6 Mitgliedern.

## Geschäftsführung und Geschäftsstelle
Der Geschäftsführer der Stiftung ist Thomas Schlichting.
Die Geschäftsstelle der Stiftung befindet sich in der Bahnhofsallee 9, 31134 Hildesheim.